# Jorge Esteban Roulet
Jorge Esteban Roulet (Buenos Aires, Argentina, 7 de febrero de 1928 - Villa Elisa, La Plata, Provincia de Buenos Aires, Argentina, 27 de febrero de 1987), militante universitario, especialista en administración pública y hombre político argentino miembro de la Unión Cívica Radical.
Presidente de la Federación Universitaria de Buenos Aires (1950-51). Presidente de la Federación Universitaria Argentina (1951-52). Decano de la Facultad de Ingeniería de la UBA (1974).  Secretario de la Función Pública (1983-86) y Segundo caballero de la Provincia de Buenos Aires (1983-1987)
Jorge Esteban Roulet (conocido familiarmente con el sobrenombre de Yuyo) nació el 7 de febrero de 1928, en el seno de una familia asentada en la provincia de Misiones, donde pasó su infancia. Su madre era Salomé (Sara) Georgiadis y su padre Marc Étienne Roulet que formó parte del grupo de pioneros que desarrollaron las bases de la industria yerbatera de Misiones. Comenzó sus estudios secundarios en Cosquín, provincia de Córdoba, y se graduó de bachiller en el Colegio Ward de Villa Sarmiento, en la provincia de Buenos Aires.

## Formación y compromiso universitario
Cursó Ingeniería Industrial en la Universidad de Buenos Aires. Desde joven asumió un compromiso político partidario afiliándose a la Unión Cívica Radical (UCR) en Buenos Aires el mismo día en que cumplía dieciocho años. Se integró a los grupos de análisis y discusión de los problemas del país y a sus organismos de difusión, como la revista “Política” y otros medios.  
En 1945, al poco tiempo de iniciar la Facultad, comenzó sus actividades en el Centro de Estudiantes de Ingeniería -CEI- comprometido con el afianzamiento de los principios de la Reforma Universitaria. Participó en los primeros enfrentamientos producto de la detención de autoridades y profesores universitarios por el gobierno militar surgido del golpe de Estado de junio de 1943. Estos movimientos fueron en defensa de la autonomía universitaria, las libertades individuales y de reunión, la libertad académica y la libertad de prensa, derechos que habían sido conculcados. 
Estas luchas se continuarían durante el gobierno sucesivo de Perón y lo llevaron a ser elegido Presidente de la Federación Universitaria de Buenos Aires -FUBA- en 1950/51,  y Presidente de la Federación Universitaria Argentina -FUA- en 1951/52.  
En 1953 le fue retirada la personería jurídica al Centro de Estudiantes de Ingeniería que debió pasar a la clandestinidad. Ante el desistimiento de sus funciones de miembros de la mesa directiva, su Presidente, José “Caco” Alegre,  convocó a Roulet para ocupar en esa emergencia la Vicepresidencia del CEI. Inmediatamente se pasó a recrear, siempre en la clandestinidad, el nuevo Centro de Estudiantes que retomó la designación histórica “La Línea Recta” (nombre acuñado el 3 de agosto de 1897: “Ax+By+C= 0 La Línea Recta”) y se eligieron nuevas autoridades.
En 1954 representó a los estudiantes argentinos en el Cuarto Congreso Mundial del Secretariado Coordinador de Uniones Nacionales de Estudiantes realizado en Estambul, Turquía.
La represión iniciada con el asesinato del estudiante Aarón Salmún Feijóo el 4 de  octubre de 1945 fue seguida de persecuciones, detenciones y encarcelamientos -de los que Roulet también fue víctima- durante esa década de lucha contra el sometimiento de la universidad. Fueron características las manifestaciones callejeras sorpresivas y simultáneas en distintos ámbitos de la ciudad identificadas con la consigna ¨¡Aquí FUBA!¨. El 5 de octubre de 1954 se produjo una masiva detención de sus compañeros de lucha que fueron puestos a disposición del Poder Ejecutivo y permanecieron encarcelados durante varios meses.  
En esos días la ciudad apareció empapelada con afiches que publicaban la nómina de los estudiantes ¨crónicos¨ y ¨cabecillas de la agitación¨, entre los cuales él figuraba (Ver "Aquí FUBA" Las luchas estudiantiles en tiempos de Perón: Roberto Almaraz. Manuel Corchón, Rómulo Zemborain, con prólogo de Félix Luna, Ed. Planeta, Buenos Aires, 2001). 
En la universidad se había inaugurado una nueva modalidad consistente en la desaparición de los legajos de los estudiantes perseguidos. Él fue uno de los que dejaron de existir en la Facultad de Ingeniería. Había obtenido anteriormente el título de agrimensor y luego de varios meses, en vista de que su situación no se regularizaba, se trasladó a Misiones para incorporarse a las empresas familiares y a la actividad política local. 

## Organización de la administración del estado de la provincia de Misiones
La Revolución Libertadora que derrocó al gobierno de Perón en septiembre de 1955 encontró a Roulet en su provincia natal. Fue enseguida convocado para integrar el Gobierno provincial encabezado por Adolfo Pomar, ocupando la cartera de Subsecretario de Hacienda y Economía, cargo que desempeñó hasta 1957. Misiones, que había sido una gobernación dependiente directamente del Gobierno Nacional, acababa de ser elevada al rango de provincia. Ese periodo correspondió a la organización de la administración del estado autónomo; a la realización de un importante plan de infraestructura a través de concursos nacionales; a la puesta en marcha del Plan Director Urbano de la ciudad de Posadas; así como a la confección de un Plan Provincial de Desarrollo en el que participaron reconocidos especialistas del país. 
Ocupó la Presidencia del Directorio de Vialidad Provincial en 1959/60.
En cuanto a su actividad política partidaria, en 1956/57 fue Secretario de la Convención Provincial de la Unión Cívica Radical de Misiones, y, posteriormente, Delegado al Comité de la Provincia. 

## Estadía en Francia
En 1964 se trasladó a París con su familia -se había casado  en 1960 con la Arq. Elva Pilar Barreiro con la que tuvo dos hijos: Florencia y Esteban- y permaneció en Francia hasta 1967 realizando estudios de postgrado. Se graduó en Economía del Desarrollo en la Universidad de París (Sorbona) en 1966. Por los resultados obtenidos fue premiado con una beca de verano en el Centro de Estudios de Desarrollo Económico de Túnez. 
En el período 1966/67 realizó el Curso para Extranjeros de la Escuela Nacional de Administración -ENA- de Francia, de donde egresó con una mención especial.

## La investigación y la administración pública
De regreso en Argentina fue organizador y primer Director del Centro de Investigaciones de Administración Pública -CIAP- asociado al Instituto Di Tella desde 1967 a 1971.  
Fue cofundador e Investigador Titular del Centro de Investigaciones Sociales sobre el Estado y la Administración -CISEA- en donde se desempeñó desde 1972 a 1983.
Realizó tareas docentes, de investigación y asesoría en diversas instituciones: 
Profesor Titular de Administración Pública y Director de Seminarios de Gestión Administrativa en la Universidad del Salvador entre 1972 y 1974;
Consultor y Asesor Técnico para el Consejo Federal de Inversiones -CFI-, el Instituto Nacional de Tecnología Agropecuaria -INTA-, la Comisión Reguladora de la Yerba Mate -CRYM-, entre otras instituciones nacionales.
Consultor y Director de Proyectos de la Organización de Estados Americanos -OEA- y del Programa de Naciones Unidas para el Desarrollo -PNUD- entre 1970 y 1982;
Director del Programa sobre Empresas del Estado en Perú en el marco del Programa de Naciones Unidas para el Desarrollo, llevado a cabo en Lima, donde vivió entre 1977 y 1979.

## Decanato de la Facultad de Ingeniería de la UBA
A su regreso de Francia, en diciembre de 1967, se había conectado con el Dr. Raúl Alfonsín, cuyos equipos políticos y técnicos integró desde entonces y con quien desarrolló una profunda relación de amistad y confianza. Participó activamente en el Movimiento de Renovación y Cambio creado en 1972.
En 1973 llegó a su tercer gobierno constitucional el Gral. Perón. Con el objeto de normalizar las universidades que habían sido intervenidas y luego de los acuerdos programáticos de La Hora del Pueblo en los que los partidos políticos se proponían asegurar la gobernabilidad, se designó al Dr. Vicente Solano Lima en el Rectorado de la Universidad de Buenos Aires en el mes de abril de 1974. A solicitud de los estudiantes del Centro de Estudiantes de Ingeniería ¨La Línea Recta¨, y con el acuerdo de los dirigentes partidarios Raúl Alfonsín y Ricardo Balbín, Jorge Roulet fue designado Decano de la Facultad de Ingeniería. Volvía así a la Facultad que lo había desconocido en 1954.  
Su gestión se orientó a poner en práctica la esperada política aperturista de la Universidad y a garantizar la amplia participación institucional de los estudiantes. Promovió la plena vigencia del Estatuto Universitario y la democratización de los claustros con la aplicación irrestricta de los principios de la Reforma Universitaria y el gobierno tripartito de la UBA.
Procedió a actualizar los planes de estudio y aseguró el respeto de la libertad académica. Creó Cátedras de Formación Social y Política con el objetivo de que el recién graduado comprendiera los problemas de la realidad nacional y las relaciones de poder.
Luego de la muerte de Perón, en octubre de 1974, lo sucedió  María Estela Martínez de Perón quien designó como nuevo Rector a Alberto Ottalagano. Este expresó: ¨Serán superados los partidos políticos, se llamen radicales, conservadores, etc.” “Nosotros tenemos la verdad y la razón; los otros no las tienen y los trataremos como tales¨. Simultáneamente, el Ministro de Educación, Oscar Ivanissevich -que había promovido en el primer gobierno de Perón la anulación de la autonomía universitaria y la supresión de la Reforma entonces vigente- calificó a las universidades de “sublevadas” y afirmó “estamos en una lucha a muerte para conservar la patria de San Martín y Perón”. Luego de las manifestaciones del Decanato y del CEI pidiendo rectificaciones, las que obviamente no fueron tenidas en cuenta, Roulet presentó la renuncia, que fue aceptada con el rechazo de sus términos. 
En esos días fue asesinado Daniel Winner, secretario del CEI, secuestrado en la Facultad cuando fue a inscribirse para dar examen. Roulet, ya ex Decano, junto con Miguel Ponce, presidente del CEI, y el Secretario Nacional de la FAUDI, organización del Partido Revolucionario Comunista al que pertenecía el estudiante, denunciaron el hecho al periodismo en la sede nacional de la Unión Cívica Radical. La brutal represión con el accionar de la Alianza Anticomunista Argentina (AAA) y de las Fuerzas Armadas se intensificaba día a día.

## El período de la dictadura militar
En una época de represión como la vivida entonces y la que le sucedió luego del golpe de Estado de 1976, la preocupación activa por los derechos humanos, la defensa de la vida y la libertad lo movilizaron sin pausa.
El secuestro del senador uruguayo Zelmar Michelini -con quien lo vinculaba una amistad política- el 18 de mayo de 1976 y el de su compatriota Héctor Gutiérrez Ruiz lo tuvieron en el centro de los intentos de salvar sus vidas. Fueron encontrados asesinados el 21 de mayo. Junto al Dr. Raúl Alfonsín se hicieron frenéticas gestiones para encontrarlos con vida y para avisar al que hubiera sido la tercera víctima, el Dr. Wilson Ferreira Aldunate, al que lograron proteger junto con su familia hasta su asilo en la Embajada de Austria y su posterior salida del país. Todo ello fue objeto de un profundo reconocimiento que le hiciera en el Senado del Uruguay su hijo, el Senador Juan Raúl Ferreira,  a quien acompañó permanentemente en esos días aciagos.  
En 1976,  por iniciativa del Dr. Alfonsín tomó a su cargo la creación y la responsabilidad editorial de la Revista Propuesta y Control hasta 1977, año en el que se trasladó a Lima. La publicación cubre con amplitud de enfoques a través de la pluma de destacados políticos, intelectuales y personalidades de la ciencia y de la cultura los diversos problemas nacionales de ese agitado período de la dictadura militar (la colección se puede consultar en www.fundacionroulet.org.ar). 
En 1981, organizó con Brian Thomson en el “Washington Center for Latin American Studies” (Consorcio de Universidades del Área Metropolitana de Washington) un “Seminario sobre la Argentina Contemporánea”. Consistió en un ámbito de reflexión política inter-partidario y con personalidades independientes, imposible de realizar en el país, sobre el difícil momento que se vivía y el futuro de la democracia a restaurar. Participaron representantes de la Unión Cívica Radical, del Partido Peronista, del Movimiento de Integración y Desarrollo, expatriados argentinos y especialistas de política internacional de las universidades correspondientes.
El 2 de abril de 1982 las Fuerzas Armadas argentinas, dejando de lado las negociaciones obligadas en el seno del Comité de Descolonización de las Naciones Unidas tal como lo establece la Resolución 2065, del 16 de diciembre de 1965 obtenida por el gobierno radical del Dr. Arturo Illia, invadieron las Islas Malvinas, ocupadas ilegítimamente por Gran Bretaña desde 1833. Con un grupo estrecho de colaboradores, Jorge Roulet participó de los análisis que fundamentaron la decisión del Dr. Rául Alfonsín denunciando la aberración de las decisiones del gobierno militar, el horror de la guerra, y el retroceso que esto involucraría en el proceso de reclamo de la soberanía nacional de este territorio.

## El Centro de Participación Política – CPP
En 1982, frente a la apertura del proceso electoral para recuperar la democracia, Jorge Roulet creó y organizó el Centro de Participación Política que inauguró formalmente el Dr. Alfonsín, candidato a Presidente de la Nación. Fue un importante ámbito de difusión del pensamiento democrático y republicano a través de cursos y seminarios,  y de la elaboración y desarrollo de propuestas políticas programáticas que alimentaron la plataforma electoral de la UCR. 
Entre los participantes figuraban varios hombres y mujeres que aportarían a la implementación de políticas de gobierno en varios sectores como Manuel Sadosky, Marcos Aguinis, Carlos Gorostiza, Manuel Antín, Luis Brandoni, Hebe Clementi, María Sáenz Quesada, Luis Gregorich, Aida Bortnik, José Luis Bacigalupo, entre muchas otras personas. 
La institución continuó bajo su presidencia hasta su muerte en 1987. Desde entonces la misma tomó el nombre de Fundación Jorge Esteban Roulet desarrollando una importante tarea hasta la fecha en varios campos de la actividad nacional y municipal. 
Un extenso programa sobre “Municipalismo y Democracia” iniciado por Jorge Esteban Roulet y el Escribano Natalio Pedro Etchegaray en su sede de Lomas de Zamora, en la provincia de Buenos Aires, dio origen, posteriormente, a la creación del “Foro Nacional de Intendentes Radicales”, inaugurado el 25 de febrero de 1989 en la Ciudad de San Luis, en el seno de la Universidad Nacional local (ver: www.fundacionroulet.org.ar “Municipalismo y Democracia”, tomo II).

## La Secretaría de la Función Pública
En el gobierno democrático inaugurado en 1983, ocupó la Secretaría de la Función Pública de la Presidencia de la Nación, creada por el presidente Alfonsín, desde el 10 de diciembre de ese año hasta diciembre de 1986. Expresó su pensamiento respecto al funcionamiento de las instituciones de gobierno afirmando que ¨Los pueblos perciben claramente que democracia significa derechos humanos y libertad. Precisamos además obtener, a través de los hechos, la conformación de una parecida asociación colectiva entre democracia, buen servicio y eficiencia en la gestión pública¨.  
Definió una clara política de mejoramiento y transformación paulatina de la administración heredada diseñando una carrera de la administración pública en un esquema participativo y abierto, que incluía un nuevo escalafón, la política salarial y la formación de funcionarios. 
Mirando al futuro y consciente de que los frutos de sus iniciativas solo madurarían en el largo plazo, como Presidente del Instituto Nacional de Administración Pública (INAP) creó el Curso de Formación de Administradores Gubernamentales en el cual se capacitarían los integrantes de un nuevo tipo de altos funcionarios como agentes promotores de la innovación.  Estableció un convenio de cooperación con la “Escuela Nacional de Administración” –ENA- de Francia, la que resaltó la originalidad del modelo que fue inspirador para otros países de la región: Uruguay, Perú y Brasil. Con este último país se establecieron programas de intercambio con un acento especial ya que su relación con Argentina era considerada esencial para un entendimiento regional, comparando su asociación con la lograda entre Francia y Alemania que puso las bases de la Unión Europea. El INAP recibió funcionarios de nueve países en el marco de la Organización de Estados Americanos. 
El periodista Augusto Bonardo definió a Jorge Roulet como un plantador de bosques: ¨El plantador de bosques es quien hace su obra sabiendo que el oxígeno no será para él, al igual que la acogedora sombra y las hermosas maderas. Él sabe que su trabajo será para sus hijos y nietos, y también para las generaciones futuras¨.
Sobre esta base se conformó el Cuerpo de Administradores Gubernamentales, que constituyó el eje fundamental del proyecto de modernización del Estado del Presidente Raúl Alfonsín. Se pueden consultar “El Estado Necesario” de Jorge Roulet y “El Proyecto de Formación del Cuerpo de Administradores Gubernamentales” de Enrique I. Groisman quien colaboró con Roulet desde la Subsecretaría de Análisis Jurídico y Elaboración Normativa, como Vocal del Directorio del INAP y Director de dicho proyecto  (www.fundacionroulet.org.ar, en: “Memoria Fundación Roulet”, Centro de Participación Política, Publicaciones del CPP, Fondo Editorial).
El eficaz desempeño de los agentes de este cuerpo es, hasta hoy, de reconocimiento general en todos los ámbitos ministeriales de la nación y de las provincias en que vienen desempeñándose desde entonces.  
En el contexto del proyecto de traslado de la Capital Federal, impulsado por el presidente Alfonsín como parte de un proyecto más amplio de reforma del estado y como una manifestación de la voluntad de transformación y modernización de la Argentina, la Secretaría a su cargo desarrolló una propuesta original basada en la descentralización administrativa y una desconcentración geográfica que apuntalara el federalismo.
Jorge Esteban Roulet fue autor de un proyecto de creación del Defensor del Pueblo (“ombudsman”), elevado a la Presidencia de la Nación.

## Centro Latinoamericano de Administración para el Desarrollo
Entre 1984 y 1986, Jorge Esteban Roulet fue distinguido con la designación de Presidente del Centro Latinoamericano de Administración para el Desarrollo -CLAD- organismo intergubernamental constituido por dieciocho Gobiernos de América Latina y el Caribe. 
Durante su mandato se aprobó la “Declaración de Principios Generales y Lineamientos de Políticas”, en la XIV Reunión realizada en Buenos Aires, en octubre de 1984. (Cf.: “La Reforma del Estado. Enfoques Renovadores”, Ediciones especiales del Centro Latinoamericano de Administración Para el Desarrollo, Caracas, Venezuela, 1985.)
Organizó y presidió el debate sobre “La Administración Pública en Tiempo de Crisis”, realizado en Buenos Aires en 1984, con la presencia de autoridades gubernamentales de dieciséis países. (Cf.: la publicación del mismo título, con prólogo de su autoría, impresa en Caracas, Venezuela, 1986).
En el período se realizaron varios encuentros internacionales, se apoyó la producción de pensamiento nuevo de raíces nacionales para el afianzamiento de la democracia, se inició una línea de Ediciones Especiales de difusión de los trabajos del CLAD.
Fue miembro cofundador de la Sociedad Científica Iberoamericana de Política y Gestión Pública, Barcelona, diciembre de 1986.
El CLAD dio el nombre de “Prof. Jorge Esteban Roulet” al VII Concurso de Ensayos 1988-89 “como un homenaje póstumo a su distinguida trayectoria profesional en el campo de la Administración Pública, a sus invalorables contribuciones al conocimiento y a la praxis de esta disciplina y a sus aportes a las transformaciones democráticas de las sociedades latinoamericanas”.

## Legión de Honor
En 1986, el presidente de Francia, Sr. Francois Mitterrand, le otorgó la Orden de Caballero de la Legión de Honor.
Falleció en Villa Elisa, La Plata, Provincia de Buenos Aires, el 27 de febrero de 1987,  estando acompañado por su esposa, entonces Vicegobernadora de la Provincia de Buenos Aires. 
Entre los homenajes recibidos es elocuente destacar las palabras con que lo despidieron la Dirección de la ENA y la Asociación de los Egresados de esa Institución quienes expresaron que ¨guardarán siempre la imagen de un hombre de corazón y de talento, simple y caluroso¨. Para Alain Rouquié, en la carta en que lo recuerda, ¨era un hombre de principios y de diálogo¨, condiciones éstas que dejó como su mejor herencia.

## Publicaciones
“Checos 68”: Jorge Roulet y Philippe Labreveux, Colección Replanteo, Buenos Aires, 1969.
“Estado y Administración Pública”, Jorge F. Sabato y Jorge E. Roulet, en Polémica, No. 78, Centro Editor de América Latina, Buenos Aires, 1971.
“Estado y Administración Pública en la Argentina: ¿frenos o motores del proceso de cambio social?”, Jorge E. Roulet y Jorge Federico Sábato, en Primera Historia Integral, el país de los argentinos 177, Centro Editor de América Latina, Buenos Aires, 1980.
“Discurso Inaugural del Primer Curso de Administradores Gubernamentales”, Jorge Esteban Roulet, Ed. Instituto Nacional de Administración Pública, Buenos Aires, 1985.
“La Incidencia del Rol del Estado en la Función Pública”: Jorge Esteban Roulet, Fundación Jorge Esteban Roulet-Centro de Participación Política, Colección Aportes, Buenos Aires, 1988.
“El Estado Necesario”: Jorge Esteban Roulet, Fundación Jorge Esteban Roulet-Centro de Participación Política, Fondo Editorial, Buenos Aires, 1988.
Revista “Propuesta y Control”, cofundador con Raúl Alfonsín y coordinador de su primera época, Buenos Aires, 1976-77.
Revista “El Bimestre”, del Centro de Investigaciones sobre el Estado y la Administración (CISEA), cofundador y colaborador. 